# Samara Airlines
Samara Airlines (russisch Авиакомпания Самара) war eine russische Fluggesellschaft mit Sitz in der Wolgametropole Samara. Eine Zweigstelle unterhielt die Gesellschaft in Moskau.

## Geschichte
Samara Airlines wurde 1996 gegründet und nahm den Flugbetrieb mit Flugzeugen aus den Beständen der Aeroflot auf. 1998–2000 gewann die Gesellschaft dreimal hintereinander einen Preis als beste russische Fluggesellschaft. Im Jahr 2005 beschäftigte das Unternehmen über 1500 Angestellte. Die Gesellschaft ist im Einflussbereich der russischen Airline-Manager und Zwillingsbrüder Boris und Alexander Michailowitsch Abramowitsch, die einen Anteil von 40 % an der Airline halten. Sie wird vom Generaldirektor Sergej Mordwinzew geleitet.
2004 hat sich die Gesellschaft mit vier anderen russischen Fluglinien der Abramowitsch-Brüder zur Allianz AiRUnion zusammengeschlossen. Zum Ende des Jahres 2007 war geplant, dass die fünf Gesellschaften dann unter dem Namen AirUnion zu einer großen Fluggesellschaft fusionieren – dies ist jedoch nie geschehen, da AirUnion im September 2008 auf Grund finanzieller Probleme den Betrieb einstellte und damit auch das Ende der Samara Airlines besiegelt war.

## Ziele
Die Gesellschaft unterhielt zahlreiche Linienflüge in Metropolen Russlands und weitere GUS-Staaten sowie fünf Flugziele außerhalb des osteuropäischen Raums (Wien, Prag, Peking, Tel Aviv und Zypern sowie Ägypten).

## Flotte
(Stand: Mai 2008):
- 01 Jakowlew Jak-40
- 07 Tupolew Tu-134A
- 01 Tupolew Tu-154B
- 10 Tupolew Tu-154M (davon eine verleast)

Des Weiteren waren bei Einstellung des Flugbetriebs fünf Flugzeuge stillgelegt:
- 01 Tupolew Tu-134A
- 04 Tupolew Tu-154B